# Korfbal League 2008/09
Het Korfbal League seizoen 2008/09 is de 4e editie van de Korfbal League. De Korfbal League is de hoogste competitie in het Nederlandse zaalkorfbal.
De opzet van de competitie opzet bleef hetzelfde; 1 poule met 10 teams. Elk team speelt 1 thuis-en uitwedstrijd tegen elk ander team. Aan het einde van de competitie strijden de nummers 1 t/m 4 volgens het play-offsysteem (best-of-3) om een plaats in de zaalfinale. De finale werd gespeeld in Ahoy, Rotterdam.
Het team dat als laatste eindigde, degradeerde direct terug naar de Hoofdklasse. De Hoofdklasse kampioen promoveert direct naar de Korfbal League van volgend jaar.
De nummer 9 van de Korfbal League moet via 1 promotie/degradatie-duel strijden tegen degradatie. De tegenstander in dit duel is de verliezend Hoofdklasse finalist. Ook dit betreft 1 wedstrijd.
In dit seizoen maken 2 ploegen hun entree in de Korfbal League, namelijk  TOP en AKC/ERMASPORT.
In dit seizoen heeft de Korfbal League een officiële naamsponsor, namelijk Lotto. 

## Teams
In dit seizoen zullen 10 teams deelnemen aan het hoofdtoernooi in de Korfbal League. Vervolgens zullen 4 teams strijden om een finale plek in Ahoy, in de play-offrondes. Daarnaast maken de nummers 1 en 2 van de Hoofdklasse A en B kans om volgend jaar in de Korfbal League te spelen.
| Club                   | Plaats           | Coach                |
| ---------------------- | ---------------- | -------------------- |
| AKC Blauw-Wit/Haven FD | Amsterdam        | Jan Niebeek          |
| DeetosSnel/Volhuis     | Dordrecht        | Hans Leeuwenhoek     |
| DOS'46/Engeldot        | Nijeveen         | Daniël Hulzebosch    |
| Nic./Alfa-college      | Groningen        | Kees Vlietstra       |
| Fortuna/Tempus         | Delft            | Gert-Jan Kraaijeveld |
| AKC/ERMASPORT          | Almelo           | Gerben Hofstede      |
| Koog Zaandijk          | Koog aan de Zaan | Jenne Warrink        |
| Dalto                  | Driebergen       | Herman van Gunst     |
| PKC/LukassenBoer       | Papendrecht      | Ben Crum             |
| TOP/Wereldtickets.nl   | Sassenheim       | Hans Heemskerk       |

## Seizoen
In de Korfbal League speelt elk team 18 wedstrijden, waarbij er thuis 9 worden gespeeld en 9 uitwedstrijden worden gespeeld.
De nummers 1, 2, 3 en nummer 4 zullen zich plaatsen voor de play-offs, voor een "best of 3". De winnaars tussen de teams zullen zich plaatsen voor de finale in Ahoy, waar ook de A Junioren Finale wordt gespeeld. Echter degradeert de nummer 10 meteen naar de Hoofdklasse. De nummer 9 zal het opnemen tegen de verliezend finalist van de promotie playoffs.
| pos | club                  | gs | w  | g | v  | pnt | dv  | dt  | dt   |
| --- | --------------------- | -- | -- | - | -- | --- | --- | --- | ---- |
| 1.  | DOS'46                | 18 | 14 | 1 | 3  | 29  | 419 | 334 | +85  |
| 2.  | Dalto/DSB Bank        | 18 | 13 | 2 | 3  | 28  | 448 | 360 | +88  |
| 3.  | Koog Zaandijk         | 18 | 13 | 0 | 5  | 26  | 428 | 369 | +59  |
| 4.  | Fortuna/Tempus        | 18 | 12 | 1 | 5  | 25  | 392 | 335 | +57  |
| 5.  | Nic./Alfa-College     | 18 | 11 | 0 | 7  | 22  | 405 | 370 | +35  |
| 6.  | TOP/Wereldtickets.nl  | 18 | 6  | 3 | 9  | 15  | 372 | 398 | −26  |
| 7.  | PKC/LukassenBoer      | 18 | 7  | 0 | 11 | 14  | 368 | 376 | −8   |
| 8.  | DeetosSnel/Volhuis    | 18 | 5  | 1 | 12 | 11  | 378 | 429 | −51  |
| 9.  | AKC Blauw-Wit/HavenFD | 18 | 5  | 0 | 13 | 10  | 371 | 431 | −60  |
| 10. | AKC/Erma Sport        | 18 | 0  | 0 | 18 | 0   | 320 | 499 | −179 |

## Transfers in het off-season
| Speler          | van  | naar          |
| --------------- | ---- | ------------- |
| Gerald van Dijk | Nic. | AKC Blauw-Wit |

## Play-offs en Finale
|  | Halve finale | Halve finale   | Halve finale  | Halve finale | Halve finale   |    |        | Finale           | Finale           | Finale           | Finale           | Finale           |
|  |              |                |               |              |                |    |        |                  |                  |                  |                  |                  |
|  | 1            | DOS'46         | 20            | 23           |                |    |        |                  |                  |                  |                  |                  |
|  | 4            | Fortuna/Tempus | 18            | 12           |                |    |        |                  |                  |                  |                  |                  |
|  | 4            | Fortuna/Tempus | 18            | 12           |                | 1  | DOS'46 | 26               |                  |                  |                  |                  |
|  |              |                |               |              |                | 1  | DOS'46 | 26               |                  |                  |                  |                  |
|  |              | 3              | Koog Zaandijk | 23           |                |    |        |                  |                  |                  |                  |                  |
|  | 2            | 3              | Koog Zaandijk | 23           | Dalto DSB Bank | 16 | 21     |                  |                  |                  |                  |                  |
|  | 2            |                |               |              | Dalto DSB Bank | 16 | 21     |                  |                  |                  |                  |                  |
|  | 3            | Koog Zaandijk  | 22            | 26           |                |    |        | Bronzen medaille | Bronzen medaille | Bronzen medaille | Bronzen medaille | Bronzen medaille |
|  |              |                |               |              |                |    | 4      | Fortuna/Tempus   | 25               |                  |                  |                  |
|  |              |                |               |              |                |    |        | 2                | Dalto DSB Bank   | 22               |                  |                  |

| Korfbal League kampioen 2009 |
| ---------------------------- |
| DOS'46 Derde titel           |

## Promotie
Directe promotie naar de Korfbal League vond plaats in de kampioenswedstrijd tussen de kampioen van Hoofdklasse A en B.
| Hoofdklasse Finale |               |    |
|                    |               |    |
| H1                 | KVS           | 26 |
| H2                 | OVVO/De Kroon | 27 |

OVVO/De Kroon promoveert hierdoor direct naar de Korfbal League 2009/10

## Promotie/Degradatie
De nummer 9 van de Korfbal League speelt na de Hoofdklasse Finale een best-of-3 serie play-down tegen de verliezend Hoofdklasse finalist.
De winnaar van deze serie zal acteren in Korfbal League 2009/10
| Ontknoping |                       |    |
|            |                       |    |
| 9          | AKC Blauw-Wit/HavenFD | 24 |
| H2         | KVS                   | 23 |

Hierdoor blijft AKC Blauw-Wit/HavenFD actief in de Korfbal League en degradeert niet.

## Prijzen
Zoals elk jaar worden er de jaarlijkse korfbal prijzen verdeeld. In dit seizoen zijn dit de prijswinnaars:
| Award                 | Winnaar                    | Club          |
| --------------------- | -------------------------- | ------------- |
| Beste Speler          | Peter Lageweg              | DOS'46        |
| Beste Speelster       | Suzanne Struik             | PKC           |
| Beste coach           | Daniël Hulzebosch          | DOS'46        |
| ERIMA beste arbitrage | Henry van Meerten & Ed Hom |               |
| Talent van het Jaar   | Johannis Schot             | DeetosSnel    |
| Talente van het Jaar  | Roxanna Detering           | Koog Zaandijk |
| Spectaculairste Ploeg | DOS'46                     |               |

## Topscoorders
| Categorie              | Winnaar        | Club  | Gescoord aantal goals |
| ---------------------- | -------------- | ----- | --------------------- |
| Topscoorder mannelijk  | Jos Roseboom   | Dalto | 163                   |
| Topscoorder vrouwelijk | Suzanne Struik | PKC   | 98                    |